# 霍连·格里戈良
霍连·伊万诺维奇·格里戈良（俄语：Хорен Иванович (Ованесович) Григорян，1902年—1956年）亚美尼亚人，亚美尼亚共和国内务部长，主持阿塞拜疆大清洗的领导人之一1953年贝利亚被捕后，被免职逮捕，于1956年被处决。